# Arrows A21
Arrows A21 — гоночний автомобіль команди Формули-1 Orange Arrows, що виступав в сезоні 2000 року. За команду у цьому сезоні виступали іспанець Педро де ла Роса та голландець Йос Верстаппен. Загалом болід мав значний потенціал, проте був надзвичайно ненадійним. На Гран-прі Німеччини та Гран-прі Австрії Педро де ла Роса мав шанси фінішувати на подіумі проте через технічні проблеми не зміг цього зробити. Йос Верстаппен також провів декілька вдалих гонок та зайняв четверте місце на Гран-прі Італії. Також у сезоні 2000 року болід був викрашений у помаранчевий колір головного спонсора – мобільного оператора Orange. 
Команда посіла сьому місце у Кубку конструкторів з 7 заліковими балами.   

## Результати виступів у Формулі-1
| Рік  | Шасі       | Двигун       | Шини | №  | Пілоти     | Австралія | Бразилія | Сан-Марино | Велика Британія | Іспанія | Європейський Союз | Монако | Канада | Франція | Австрія | Німеччина | Угорщина | Бельгія | Італія | США  | Японія | Малайзія | Очки | КК |
| ---- | ---------- | ------------ | ---- | -- | ---------- | --------- | -------- | ---------- | --------------- | ------- | ----------------- | ------ | ------ | ------- | ------- | --------- | -------- | ------- | ------ | ---- | ------ | -------- | ---- | -- |
| 2000 | Arrows A21 | Supertec V10 | B    |    |            | АВС       | БРА      | САН        | ВЕЛ             | ІСП     | ЄВР               | МОН    | КАН    | ФРА     | АВТ     | НІМ       | УГО      | БЕЛ     | ІТА    | США  | ЯПО    | МАЛ      | 7    | 7  |
| 2000 | Arrows A21 | Supertec V10 | B    | 18 | де ла Роса | Схід      | 8        | Схід       | Схід            | Схід    | 6                 | НК     | Схід   | Схід    | Схід    | 6         | 16       | 16      | Схід   | Схід | 12     | Схід     | 7    | 7  |
| 2000 | Arrows A21 | Supertec V10 | B    | 19 | Верстаппен | Схід      | 7        | 14         | Схід            | Схід    | Схід              | Схід   | 5      | Схід    | Схід    | Схід      | 13       | 15      | 4      | Схід | Схід   | 10       | 7    | 7  |